# 승주군 (1992년 선거구)
승주군은 대한민국의 옛 국회의원 선거구이다. 당시 전라남도 승주군 지역을 관할했다.

## 역사
제14대 국회의원 선거를 앞두고 구례군·승주군 선거구에서 분리되면서 신설되었다.
1995년 1월, 순천시와 승주군이 통합되면서 통합 순천시가 신설되었다. 이에 제15대 국회의원 선거를 앞두고 관할 구역이 순천시 갑 선거구와 순천시 을 선거구로 각각 분리되어 편입됨에 따라 폐지되었다.

## 역대 국회의원
| 선거   | 정당 | 정당   | 의원   |
| ------ | ---- | ------ | ------ |
| 1992년 |      | 민주당 | 조순승 |

## 역대 선거 결과

### 대한민국 제14대 국회의원 선거
|  | 77.90% |

|  | 22.09% |